# Harpegnathos
Harpegnathos is een geslacht van mieren uit de onderfamilie van de Ponerinae (Oermieren).

## Soorten
- H. empesoi Chapman, 1963
- H. hobbyi Donisthorpe, 1937
- H. macgregori Wheeler, W.M. & Chapman, 1925
- H. medioniger Donisthorpe, 1942
- H. pallipes (Smith, F., 1858)
- H. saltator Jerdon, 1851
- H. venator (Smith, F., 1858)